# キーラン・アガード
キーラン・リカード・アガード（Kieran Ricardo Agard, 1989年10月10日 - ）は、イングランド・ロンドン出身のサッカー選手。ドンカスター・ローヴァーズFC所属。ポジションはFW。

## 経歴
ジャマイカ、セントビンセント・グレナディーン、ドミニカ国の血を引く。
アーセナルユース出身。2005-06シーズンの途中からエバートンのユースチームに加入した。U-18のチームでゴールを量産し、その後リザーブチームのレギュラーとなった。2008年5月、Keith Tamlin award (最高殊勲選手賞)を受賞。
2008-09シーズンからはトップチームに帯同。出場こそなかったものの、数々の試合でベンチ入りを果たした。また、同シーズン終了後にはリザーブ年間最優秀選手賞を受賞した。

## 所属クラブ
- エヴァートンFC 2008-2011

→  ピーターバラ・ユナイテッドFC 2011 (loan)
→  キルマーノックFC 2011 (loan)
- ヨーヴィル・タウンFC 2011-2012
- ロザラム・ユナイテッドFC 2012-2014
- ブリストル・シティFC 2014-2016
- ミルトン・キーンズ・ドンズFC 2016-2021
- プリマス・アーガイルFC 2021-2022
- ドンカスター・ローヴァーズFC 2022-